# Békéscsabai RSE
 Békéscsabai RSE är en volleybollklubb (damer) från Békéscsaba, Ungern. Klubben grundades 2000. Den har blivit ungersk mästare fem gånger (2014, 2015, 2016, 2017 och 2018) och ungersk cupvinnare två gånger (2016 och 2017).